# United Press International
United Press International (UPI) este o agenție de știri internațională ale cărei informații, fotografii, filme și înregistrări audio au furnizat materiale de știri pentru mii de ziare, reviste, posturi de radio și de televiziune pe parcursul aproape întregului secol al XX-lea. La apogeul ei, agenția avea peste 6.000 de abonați din rândul mass-mediei. Odată cu prima dintre numeroasele sale vânzări și reduceri de personal din 1982 și cu vânzarea în 1999 a listei de clienți către agenția rivală, Associated Press, UPI s-a concentrat pe o nișă a pieței de informații.

## Istoric

Sala de știri a United Press din New York, 1933

Denumită oficial United Press Associations în documentele juridice și fiscale, dar cunoscută publicului și clienților ca United Press sau UP, agenția de știri a fost înființată în 1907 prin unirea a trei agenții de știri mai mici de către editorul de ziar din Midwest E. W. Scripps. Ea a fost condusă de Hugh Baillie (1890-1966) din 1935 până în 1955. La momentul pensionării lui Baillie, UP avea 2.900 de clienți în Statele Unite ale Americii și 1.500 de clienți în străinătate.
În 1958 compania a fost redenumită United Press International, după ce a absorbit agenția de știri International News Service (INS) in May. Agenția Up (apoi UPI) a fost una dintre cele mai mari companii de colectare de informații din lume, concurând pe piața internă timp de aproximativ 90 de ani cu Associated Press și pe plan internațional cu AP, Reuters și Agence France-Presse.
La apogeu, UPI avea mai mult de 2.000 de angajați cu normă întreagă și 200 de birouri de știri în 92 de țări; știrile erau furnizate pentru mai mult de 6.000 de abonați din mass-media. Odată cu creșterea popularității știrilor de televiziune, afacerile UPI au început să scadă ca urmare a faptului că ziarele de după-amiază, principalii săi clienți, au intrat în declin. Declinul agenției de știri s-a accelerat după vânzarea UPI în 1982 către Scripps Company.
E. W. Scripps Company a controlat agenția United Press până în momentul absorbției agenției concurente mai mici a lui William Randolph Hearst, INS, în 1958, pentru a forma UPI. Cu Hearst Corporation ca partener minoritar, UPI a continuat să fie administrată de compania Scripps până în 1982.
În anul 2000 UPI a fost achiziționată de News World Communications, o corporație media internațională fondată în 1976 de conducătorul Bisericii Unificării Sun Myung Moon.

## Legături externe
Situația actuală
- Site web oficial
- Limba spaniolă-limba site-ului
- UPIU, UPI platforma multimedia pentru educație jurnalism Arhivat în 13 septembrie 2008, la Wayback Machine.

Istoria companiei
- Downhold.Org—UPI Alum site
- UPI's Trail of Tears—subset of above: UPI history and memories
- The Downhold Project—collaborative UPI history project site
- Dead Microphone Club Arhivat în 18 septembrie 2004, la Wayback Machine.—UPI Radio Network Alum site